# Hangest-sur-Somme
Hangest-sur-Somme là một xã ở tỉnh Somme, vùng Hauts-de-France, Pháp.

## Địa lý
Thị trấn này tọa lạc by the banks of the river Somme, trên đường D3, khoảng 20 dặm Anh về phía đông nam của Abbeville.

## Dân số
| 1962                                                           | 1968 | 1975 | 1982 | 1990 | 1999 |
| -------------------------------------------------------------- | ---- | ---- | ---- | ---- | ---- |
| 635                                                            | 661  | 646  | 657  | 648  | 695  |
| Số liệu điều tra dân số từ năm 1962, dân số không tính hai lần |      |      |      |      |      |